# ヴィジャヤ・ニルマラ
ヴィジャヤ・ニルマラ（Vijaya Nirmala、1946年2月20日 - 2019年6月27日）は、インドのテルグ語映画で活動した女優、映画プロデューサー、映画監督。生涯で44本の映画を監督し、2002年に「世界で最も多くの映画を監督した女性映画監督」としてギネス世界記録に登録された。2008年にはテルグ語映画への貢献を評価されラグパティ・ヴェンカイアー賞を受賞した。

## 生涯

### 生い立ち
マドラス管区の映画製作業を営むバラモン家庭に生まれる。父は映画プロデューサーで、父方の叔父は文学史家のニドゥダヴォル・ヴェンカータラーオである。ヴェンカータラーオの孫娘にはジャヤスダーがおり、ラーヴ・バーラサラスワティは父方の叔母の娘に当たる。クリシュナ・ムルティーと結婚して息子ナレーシュを出産するが、ムルティーとは離婚し、クリシュナと再婚している。

### キャリア
1950年公開のタミル語映画『Machcha Rekhai』に子役として出演し、映画業界に進出した。1957年に『Panduranga Mahatyam』に出演してテルグ語映画デビューした。1964年にマラヤーラム語映画『Bhargavi Nilayam』でプレーム・ナジールと共演し、同作の成功に伴い人気女優となった。ナジールとは『Udhyogastha』で再び共演している。1966年に『Rangula Ratnam』で女優デビューした。タミル語映画の女優デビュー作は『Engaveettu Penn』であり、その後『Panama Paasama』『En Annan』『Gnanaoli』『Uyira Maanama』に出演した。1967年に『Sakshi』で再婚相手となるクリシュナと共演し、彼とは生涯で47本の映画で共演している。また、同作はニルマラが監督業に興味を抱くきっかけを作った作品でもある。彼女は生涯でタミル語映画とマラヤーラム語映画にそれぞれ25本、テルグ語映画では200本以上の映画に出演している。
ニルマラは映画製作会社ヴィジャヤ・クリシュナ・ムービーズを設立し、15本の映画を製作した。マラヤーラム語映画『Kavitha』で監督デビューし、『Meena』でテルグ語映画監督デビューした。生涯で監督した映画のうち、40本がテルグ語映画だった。彼女はハイデラバードに活動拠点を置き、パドマラーヤ・スタジオを運営していた。

### 死去
2019年6月27日にハイデラバードの病院で心臓発作のため死去した。